# Угорь (река)
Угорь (укр. Угор) — левый приток Десны, протекающий по Куликовскому и Черниговскому районам (Черниговская область, Украина); одна из рек, расположенных только в пойме Десны. Старое русло Десны, которое трансформировалось в самостоятельную реку вследствие русловых процессов.

## География

Правый приток Угря, вытекающий из озера Глушец

Длина — 32 км. Угорь течёт преимущественно с востока на запад, в нижнем течении — на юго-запад. Русло сильно-извилистое (меандрированное).
В верхнем течении (севернее и западнее села Выбли, вместе с реками Плес и Ямка) создана система каналов. В нижнем течении впадает приток из озера Глушец. Русло у истока раздваивается и берёт начало севернее села Горбово (Куликовский район) — непосредственно западнее реки Мыс, другое русло — соединяется с рекой Быстрая. Впадает в Десну (на 193-м км от её устья) северо-западнее села Колычовка (Черниговский район).
В период половодья в низовье (через озеро Глушец с озёрами Магистратское и Лопуховатое) и верховье (у истока с рекой Мыс) реки соединяется протоками с соседними водоёмами. Приустьевая часть реки в начале XX века представляла группу раздельных озёр, например Пухово и Кориневка.
Пойма частично занята лугами и заболоченными участками.
Притоки: Ржавец, Коренивка, приток из озера Глушец.
Населённые пункты на реке (от истока до устья):
Куликовский район
1. Горбово
2. Уборки
3. Выбли

Черниговский район
1. Пески
2. Подгорное
3. Анисов
4. Колычовка